# Exostratum
Exostratum là một chi rêu trong họ Calymperaceae.